# Ärzte der Welt

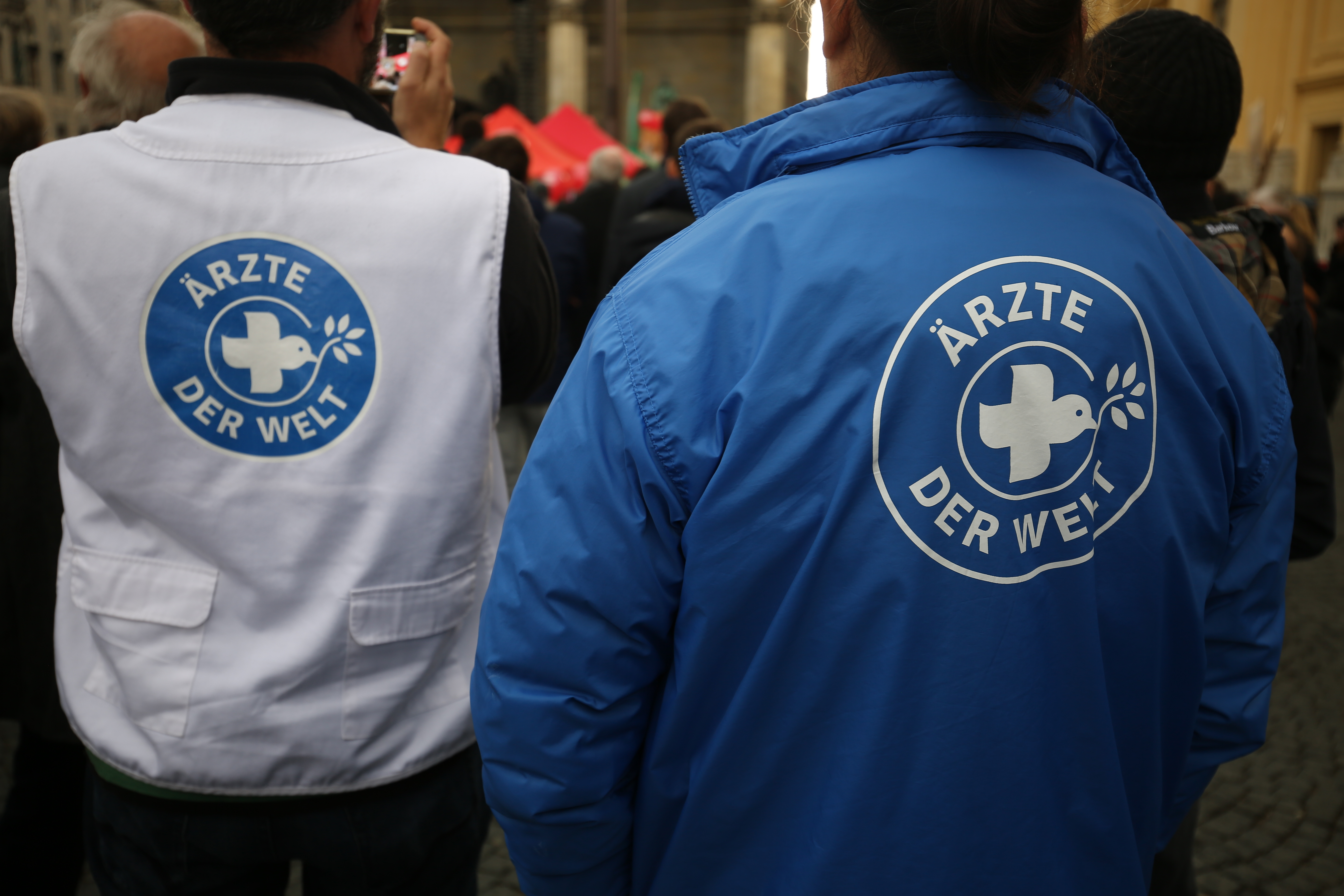
Mitarbeiter von Ärzte der Welt in Organisationsjacken mit Logo

Ärzte der Welt ist die Bezeichnung des seit 2000 bestehenden deutschen Zweiges der 1980 gegründeten international tätigen humanitären Hilfsorganisation Médecins du Monde (MdM). Die deutsche Bezeichnung wird darüber hinaus im deutschsprachigen Raum auch oft für die gesamte Organisation verwendet. In englischsprachigen Ländern ist der Name Doctors of the World verbreitet.

## Aktivitäten und Selbstverständnis

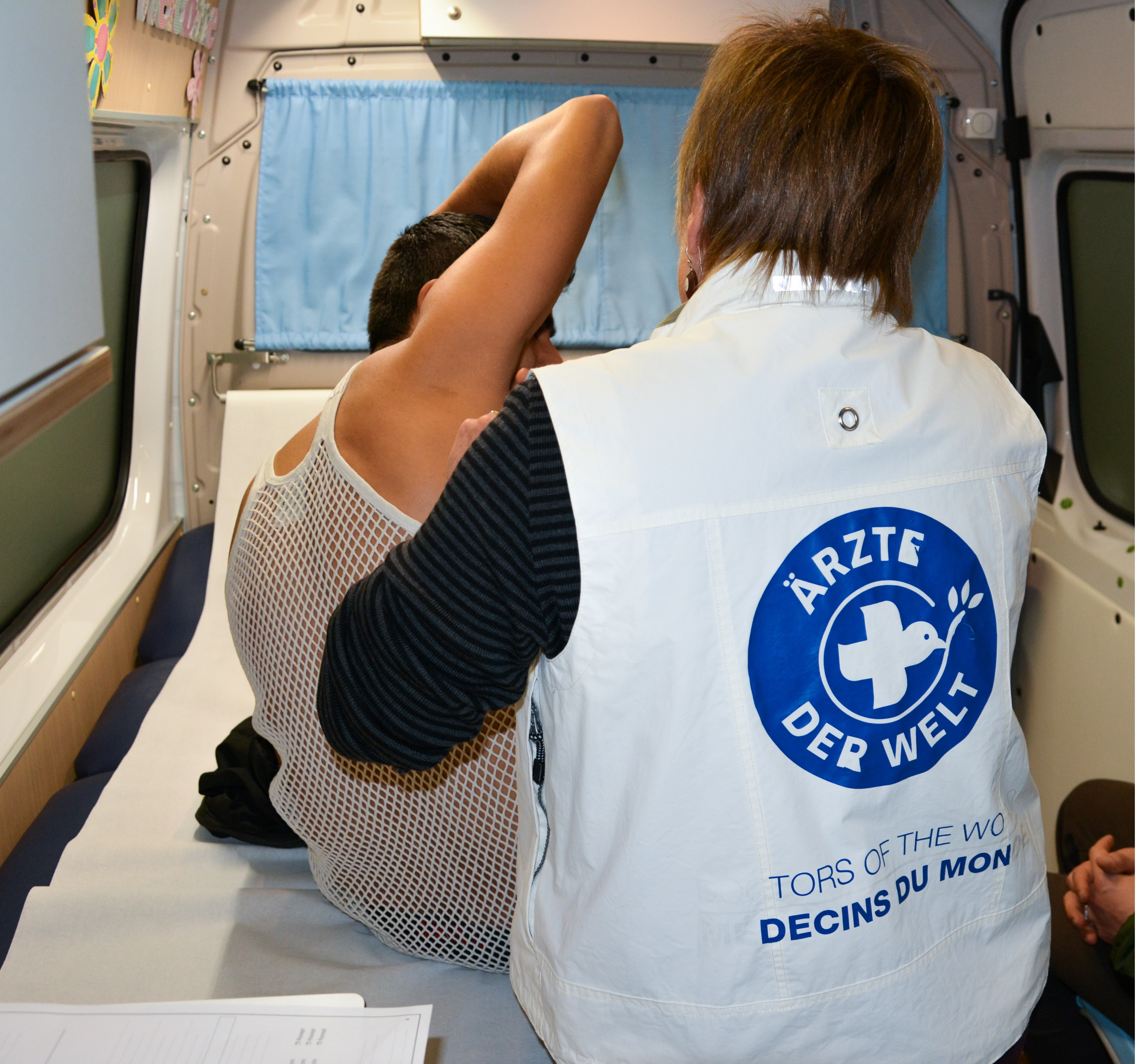
Ehrenamtliche Ärztin untersucht Nichtversicherten im Ärzte-der-Welt-Behandlungsbus (2017)

Die Organisation sieht ihre Hauptaufgabe in der Unterstützung hilfsbedürftiger Bevölkerungsgruppen in Krisensituationen, wie zum Beispiel in Kriegsgebieten, nach Naturkatastrophen oder in durch Gewalt, Armut und Krankheit geprägten Regionen. Ein Schwerpunkt dabei ist die Hilfe zur Selbsthilfe als Teil der Prävention neuer Konflikte und Krisen. Die Dokumentation von Verletzungen der Menschenrechte und des humanitären Völkerrechts sowie die Information der Öffentlichkeit über derartige Vorfälle sieht die Organisation dabei ausdrücklich als wichtigen Teil ihrer Arbeit, entsprechend der Auffassung, dass es keinen dauerhaften Frieden ohne Gerechtigkeit geben könne.
Insbesondere in diesem Punkt unterscheidet sich die Tätigkeit von MdM von der strikten Neutralität als zentralem Konzept der Arbeit des Internationalen Komitees vom Roten Kreuz (IKRK) ebenso wie von der gegenwärtigen Praxis des Wirkens von Médecins Sans Frontières (Ärzte ohne Grenzen), die im Vergleich zum früheren Vorgehen durch mehr Zurückhaltung in dieser Frage gekennzeichnet ist. Die Organisation Ärzte ohne Grenzen, die nach der Gründung durch Kouchner anfangs ein ähnliches Konzept wie MdM verfolgte, ist aufgrund von Erfahrungen während der 1990er Jahre, vor allem während des Völkermordes in Ruanda 1994, zum Teil davon abgerückt.
Derzeitige Schwerpunkte sind die medizinische Hilfe sowie psychische Gesundheitsversorgung für Menschen ohne Zugang zu Gesundheitsversorgung, insbesondere von Flüchtlingen, marginalisierten Gruppen, Frauen und Kindern weltweit. Neben Einsätzen in Krisen- und Kriegsregionen, in denen keine staatliche Gesundheitsversorgung gewährleistet ist, liegt der Fokus auf der Schaffung nachhaltiger Versorgungsstrukturen. Dies erfolgt beispielsweise durch Aus- und Fortbildungsmaßnahmen der lokalen Fachkräfte und Schulung von Gemeindemitarbeitern und der lokalen Bevölkerung.
Neben Einsätzen sind die nationalen Delegationen darüber hinaus auch in ihren jeweiligen Heimatländern aktiv.
In Deutschland werden in fünf medizinischen Anlaufstellen Menschen ohne Krankenversicherungsschutz bzw. mit eingeschränkten Zugang zu Gesundheitsversorgung medizinisch und psychologisch betreut. Zusätzlich wird durch eine Sozialberatung versucht, sie in das Gesundheitssystem zu (re-)integrieren. In München besteht die medizinische Anlaufstelle open.med München seit 2006, in Stuttgart das Projekt MedMobil seit 2009. MedMobil wird zusammen mit der Ambulanten Hilfe Stuttgart durchgeführt. In Hamburg beteiligt sich der Verein seit Dezember 2014 zusammen mit Hoffnungsorte Hamburg e. V. an dem Projekt open.med Hamburg im westend. Von 2016 bis Ende März 2022 betrieb Ärzte der Welt zusammen mit dem Verein Medizin hilft e. V. das Projekt open.med Berlin. Seit Juli 2023 betreibt Ärzte der Welt als die Anlaufstelle open.med Berlin-Lichtenberg. Im November 2024 eröffnete der Verein in Magdeburg die Praxis open.med Magdeburg. Die Sprechstunden sowie die Sozialberatung in den Anlaufstellen werden von kleinen festangestellten Teams koordiniert. Die Konsultationen werden in Deutschland von ca. 300 ehrenamtlichen Ärztinnen, Ärzten, Psychologinnen, Psychologen, Medizinstudierenden und Dolmetschern durchgeführt.
Neben der medizinischen und psychologischen Versorgung von Menschen ohne oder nur mit eingeschränkten Zugang zu Gesundheitsversorgung hat sich Médecins du Monde auch der politischen Arbeit verschrieben. 2015 führte das Netzwerk Mèdecins du Monde eine Patentklage gegen den Pharmakonzern Gilead vor dem Europäischen Patentamt wegen des Hepatitismedikaments Sovaldi.  In Deutschland stieß Ärzte der Welt u. a. die Kampagne GleichGesund an, beteiligt sich als Mitinitiatorin an der Kampagne GleichBeHandeln und setzt sich mit einer kontinuierlichen Advocacy-Arbeit für das Menschenrecht auf Gesundheit ein.

## Geschichte

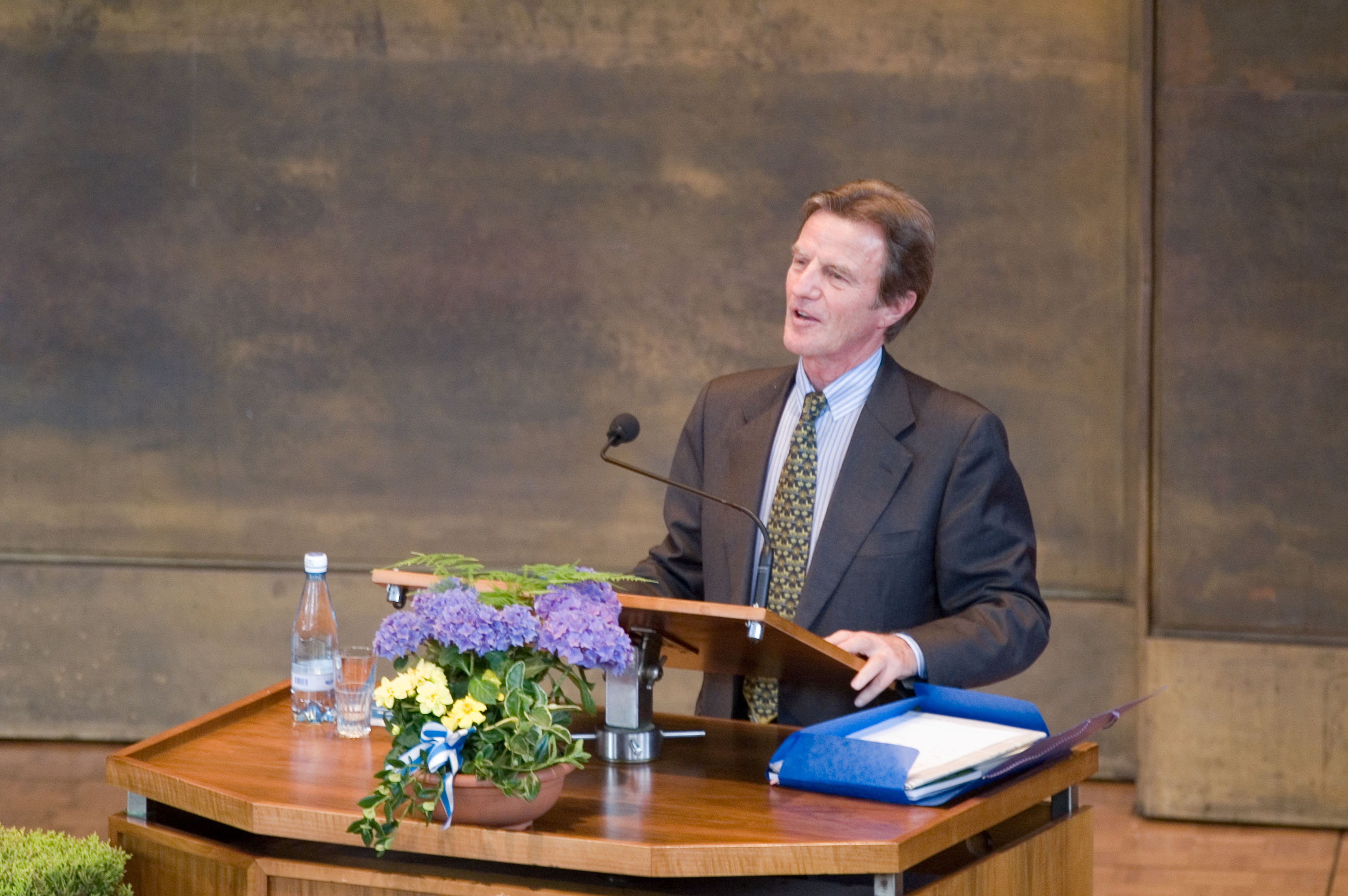
Bernard Kouchner während eines Vortrages im Mai 2006

Médecins du Monde wurde am 7. März 1980 durch den französischen Arzt und Politiker Bernard Kouchner und 14 weitere Ärzte gegründet. Kouchner war bereits 1971 an der Gründung der Organisation Médecins Sans Frontières (MSF) wesentlich beteiligt, die im deutschsprachigen Raum auch als Ärzte ohne Grenzen bekannt ist. Ab 1977 kam es jedoch zunehmend zu Differenzen zwischen ihm und der Führung von MSF. Dies betraf vor allem die Frage, wie Hilfskräfte mit Verstößen gegen die Menschenrechte und das humanitäre Völkerrecht umgehen sollten, deren Zeuge sie im Rahmen ihrer Einsätze wurden. Die endgültige Trennung zwischen MSF und Kouchner erfolgte 1980 als Folge eines Hilfseinsatzes Kouchners für vietnamesische Bootsflüchtlinge. Obwohl der Einsatz letztlich erfolgreich war, wurde er von der Mehrheit der MSF-Mitglieder nicht unterstützt. Kouchner entschloss sich daraufhin, mit Médecins du Monde eine neue Organisation zu gründen, und war von 1980 bis 1982 deren erster Präsident.
Im November 1987 übernahm Médecins du Monde ein von Richard Rossin entworfenes Logo. Es zeigt, in Weiß auf blauem Untergrund, eine Taube, die in Form eines Kreuzes gezeichnet symbolisch sowohl für Frieden als auch für medizinische Hilfe steht. Ein Kreis um die Taube symbolisiert die Welt, ein Zweig mit fünf Blättern in ihrem Schnabel die fünf Kontinente. Umgeben ist das Logo vom kreisförmig verlaufenden Schriftzug „MEDECINS DU MONDE“. Im Jahr 1990 entstand mit der Gründung der zweiten Delegation in Spanien das internationale Netzwerk von MdM, ein Jahr später wurde unter der Bezeichnung Doctors of the World in den USA die erste außereuropäische Delegation gegründet. 2000 entstand der deutsche Zweig Ärzte der Welt als eingetragener Verein.

## Struktur und Organisation
Organisatorisch gliedert sich das internationale Netzwerk in 17 Sektionen in Frankreich (seit 1980), Spanien (seit 1990), Griechenland und den USA (seit 1990) und der Schweiz (seit 1993), Schweden (seit 1994), Argentinien (seit 1998), Belgien, Kanada, Portugal (seit 1999), Deutschland, Großbritannien, Japan, den Niederlanden, der Türkei und Italien (seit 2020). Der Hauptsitz des internationalen Netzwerks befindet sich in Paris. Der deutsche Sitz befindet sich in München.
Die Organisation war bisher in rund 400 Projekten in 74 Ländern tätig und hat Beobachter- oder Beraterstatus in einer Reihe von UN-Institutionen und anderen internationalen Organisationen wie dem UN-Wirtschafts- und Sozialrat (ECOSOC), beim Flüchtlingskommissariat der Vereinten Nationen (UNHCR), im UN-Büro für Humanitäre Angelegenheiten (OCHA), bei der Weltgesundheitsorganisation (WHO), dem UN-Entwicklungsprogramm (UNDP), beim Kinderhilfswerk der Vereinten Nationen (UNICEF) sowie beim Europarat.
Die Projekte basieren auf der Unterstützung durch ehrenamtliche Helfer. Fast 8.000 Mitwirkende weltweit, davon über die Hälfte ehrenamtlich tätig, unterstützen die Projektarbeit. In den Projekten vor Ort sind vor allem einheimische Mitarbeitende eingebunden.
Die Einnahmen der deutschen Sektion von Ärzte der Welt betrugen im Jahr 2023 rund 35 Millionen Euro (35.040.932 Euro) und standen Ausgaben von rund 35 Millionen Euro gegenüber. Im Jahr 2023 lag der Anteil der Werbe- und Verwaltungskosten bei 9,96 Prozent.
Der Verein ist Unterzeichner der Initiative Transparente Zivilgesellschaft und erhält seit 2006 jährlich das DZI-Spendensiegel.